# Carles Reig
Carles Reig i Morell (Lérida; 8 de marzo de 1947-Washington D. C.; 2001) fue un autor dramático español en catalán.
Exiliado en febrero de 1974 durante el final de la dictadura franquista, vivió en el Reino Unido cuatro años, tres más entre Bélgica y Francia y los dieciocho años siguientes de su vida en los Estados Unidos.
Su numerosa obra teatral va a tener un cierto éxito en Francia: la película Baise-Moi se considera basada, al menos de forma tangencial, en su obra Travessa deserts. Va a escribir habitualmente bajo seudónimo: Onèsim d'Açanui, Remei Jonqueres d'Oriola, Pelagi Monjola y Eduard Moliner. Fue un autor de carácter provocador, heterodoxo y escatológico, lo que impidió que llegara al gran público.
También tradujo al catalán obras de Sean O'Casey, Alexander Gribojedov y Christopher Marlowe.

## Obra literaria
- Contraataquen. Barcelona: Destino, 1977
- Meuques!. Barcelona: M. Acosta, 1979
- Llibre de les veritats poixèvoles. Valencia: Eliseu Climent / Edit. 3i4, 1989

## Teatro
- Resclum, si més no. 1974
- S'assaja amb noses. Barcelona: Ed. 62, 1975
- Travessa deserts. Mataró: Robrenyo, 1977
- Lotus continu. Mataró: Robrenyo, 1981
- Contagiï'l. Mataró: Robrenyo, 1981
- Llimac rural. Mataró: Robrenyo, 1981

## Premios literarios
- Joan Santamaria de teatro, 1973: La ingènua la violen aclaparadorament i silenciosa
- Josep Ferrer 1970 de Reus: Resclum, si més no
- Ciutat de Granollers de teatro, 1974: S'assaja amb noses
- Premio Josep Pla, 1976: Contraataquen

- Datos: Q5671358